# Jezioro Kiełpińskie (Kotlina Warszawska)
Jezioro Kiełpińskie – jezioro położone w Kotlinie Warszawskiej, w starorzeczu Wisły, (powiat warszawski zachodni, województwo mazowieckie) w odległości 2 km od Łomianek.
Jezioro zasilane jest za pośrednictwem cieku wodnego zwanego „Strugą Dziekanowską”, zasilającą też inne jeziora w Gminie Łomianki, jest przykładem doskonale zachowanego starorzecza. Jezioro jest długą, wąską rynną o długości około 700 metrów, otoczone pasem roślinności szuwarowej. Dzięki bogatej roślinności i faunie bezkręgowców posiada zdolność samooczyszczania, co daje możliwości prowadzenia wielu prac badawczych. 
Obszar powierzchni jeziora i jego otulina od 1988 roku stanowi wodny rezerwat przyrody Jezioro Kiełpińskie.

## Biologia
Jezioro Kiełpińskie charakteryzuje się dużą bioróżnorodnością. Zaobserwowano tutaj liczne gatunki roślin i zwierząt. Jezioro jest rezerwatem ptaków wodnych. Na tym obszarze występuje duża liczba chronionych gatunków roślin i zwierząt kręgowych, w tym płazy, ptaki i ssaki o szczególnym znaczeniu dla wspólnoty europejskiej, takie jak kumak nizinny, bączek, błotniak stawowy, bóbr i wydra. Głowiaste wierzby rosnące nad brzegami j. Kiełpińskiego i na pozostałym terenie Kępy Kiełpińskiej są zasiedlone przez pachnicę dębową Osmoderma eremita – rzadki gatunek chrząszcza próchnojada.

## Fauna Jeziora Kiełpińskiego
- Płazy
  - traszka zwyczajna
  - ropucha szara
  - żaba zielona
  - żaba trawna
  - żaba moczarowa
- Gady
  - jaszczurka zwinka
  - padalec
  - zaskroniec
- Ptaki
  - Bączek Ixobrychus minutus
  - Czapla siwa Ardea cinerea
  - Bocian biały Ciconia ciconia
  - Krzyżówka Anas platyrhynchos
  - Błotniak stawowy Circus aeruginosus
  - Jastrząb Accipiter gentilis
  - Krogulec Accipiter nisus
  - Pustułka Falco tinnunculus
  - Bażant Phasianus colchicus
  - Mewa siwa Larus canus
  - Śmieszka Chroicocephalus ridibundus
  - Rybitwa rzeczna Sterna hirundo
  - Grzywacz Columba palumbus
  - Kukułka Cuculus canorus
  - Jerzyk Apus apus
  - Dzięcioł duży Dendrocopos major
  - Dzięcioł zielony Picus viridis
  - Dzięciołek Dryobates minor
  - Krętogłów Jynx torquilla
  - Skowronek Alauda arvensis
  - Dymówka Hirundo rustica
  - Oknówka Delichon urbicum
  - Kos Turdus merula
  - Kwiczoł Turdus pilaris
  - Śpiewak Turdus philomelos phoenicurus
  - Pokląskwa Saxicola rubetra
  - Słowik rdzawy Luscinia megarhynchos
  - Słowik szary Luscinia luscinia
  - Bogatka Parus major
  - Modraszka Cyanistes caeruleus
  - Wilga Oriolus oriolus
  - Gąsiorek
  - Lanius collurio
  - Kruk Corvus corax
  - Sójka Garrulus glandarius
  - Sroka Pica pica
  - Wrona Corvus cornix
  - Szpak Sturnus vulgaris
  - Cierniówka
  - Gajówka Sylvia
  - Kapturka Sylvia
  - Piecuszek Phylloscopus trochilus
  - Piegża Sylvia
  - Pierwiosnek collybita
  - Trzciniak Acrocephalus arundinaceus
  - Trzcinniczek Scirpaceus
  - Zaganiacz Hyppolais icterina
  - Czyż Spinus spinus
  - Dziwonia Carpodacus erythrinus
  - Dzwoniec Chloris chloris
  - Szczygieł Carduelis carduelis
  - Zięba Fringilla coelebs
  - Potrzos Emberiza schoeniclus
  - Trznadel Emberiza citrinella
- Ssaki
  - Jeż Erinaceus concolor
  - Kret Talpa europaea
  - Ryjówka aksamitna Sorex araneus
  - Ryjówka malutka Sorex minutus
  - Mysz domowa Mus musculus
  - Szczur wędrowny Rattus norvegicus
  - Badylarka Micromys minutus
  - Mysz leśna Apodemus "avicollis.
  - Mysz polna Apodemus agrarius.
  - Nornica ruda Myodes glareolus.
  - Nornik zwyczajny Microtus arvalis
  - Nornik północny Microtus oeconomus
  - Karczownik ziemnowodny Arvicola amphibius
  - Piżmak Ondatra zibethicus
  - Bóbr Castor Fiber
  - Lis Vulpes vulpes
  - Wydra Lutra lutra
  - Kuna domowa Martes foina
  - Norka amerykańska Neovison
  - Tchórz Mustela putorius
  - Łasica Mustela nivalis.
  - Gronostaj Mustela erminea.
  - Zając Lepus europaeus
  - Dzik Sus scrofa
  - Łoś Alces alces
  - Sarna Capreolus capreolus

## Flora Jeziora Kiełpińskiego
- Rośliny zielne
  - Glyceria aquatica.
  - Rzęsa drobna
  - Trzcina pospolita
  - Kosaciec żółty
  - Manna mielec
  - Szczaw lancetowaty
  - Żabiściek pływający
  - Rzęsa trójrowkowa
  - Grążel żółty
  - Przytulia błotna
  - Tojeść pospolita
  - Grzybienie białe
  - Rogatek sztywny
- Drzewa i krzewy
  - Wierzba biała,
  - Wierzba szara
  - Wierzba krucha
  - Olsza czarna
  - Bez czarny

## Galeria

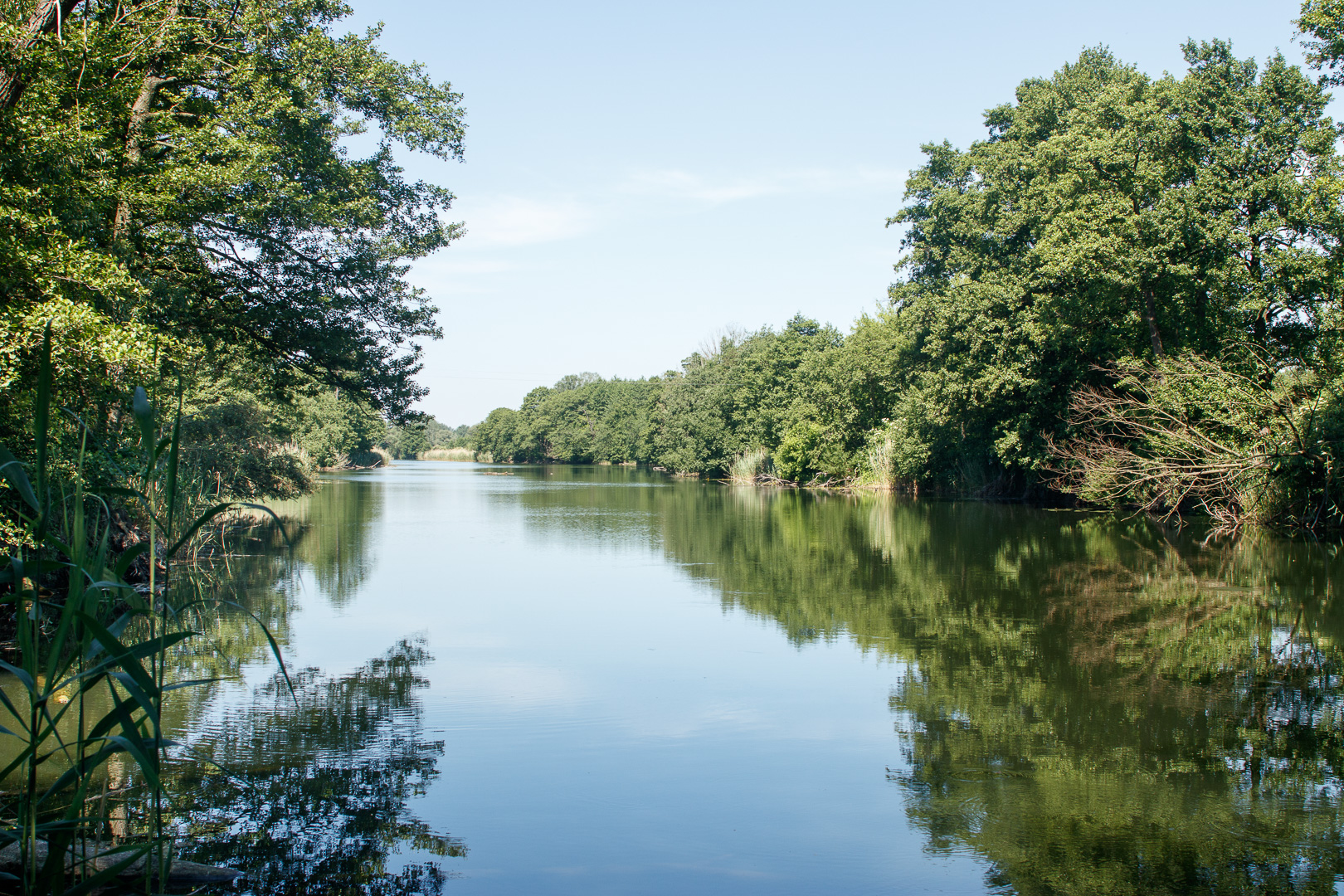
Jezioro Kiełpińskie widziane ze wschodniego krańca.
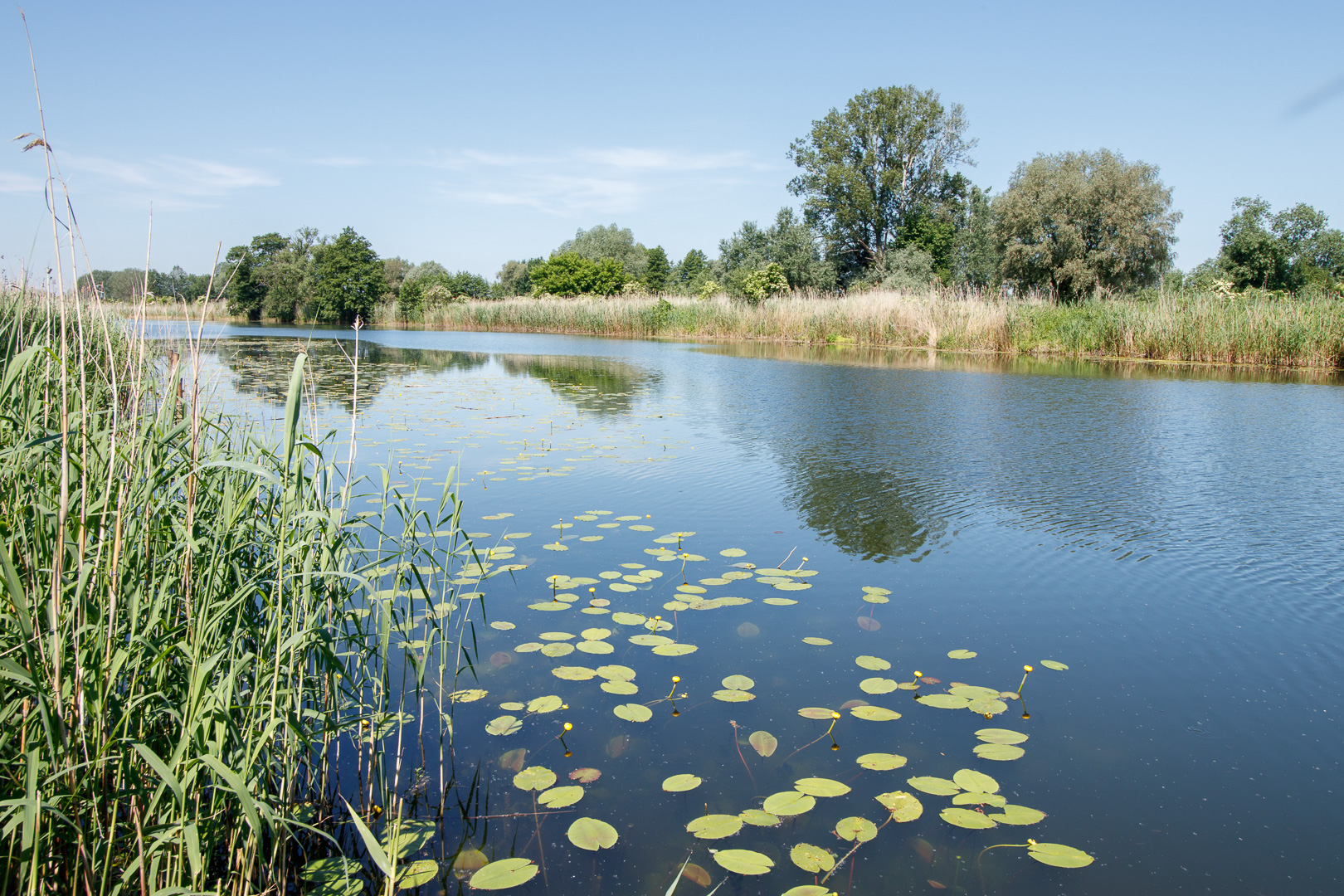
Jezioro Kiełpińskie – część centralna.